# Dionysius von Tell Mahre
Dionysius von Tell Mahre bzw. Dionysius Telmaharensis (* 773; † 845) war von 818 an monophysitischer Patriarch der Syrisch-Jakobitischen Kirche und ein Chronist der östlichen Christenheit.
Dionysius stammte aus einer wohlhabenden Familie aus Edessa. Er wirkte zu Zeiten des Bilderstreits bzw. der byzantinischen Kaiser der amorischen Dynastie, z. B. Theophilos. Er unterhielt gute Beziehungen zum Kalifenhof in Bagdad, wenngleich gegen Ende seines Lebens die Christen wieder stärker eingeschränkt bzw. unterdrückt wurden.
Dionysius gilt als einer der bedeutendsten syrischen Geschichtsschreiber. Er verfasste ein von der Zeit des Maurikios bis 842 reichendes syrisches Geschichtswerk, von dem aber nur Fragmente erhalten sind. Das Werk umfasste zwei Teile zu je 8 Büchern, wobei der erste Teil die Kirchengeschichte, der zweite Teil die politische Geschichte behandelte. Als eine wichtige Quelle diente Dionysius die heute ebenfalls verlorene Chronik des Theophilos von Edessa. Das Werk des Dionysius wurde auch von späteren syrischen Geschichtsschreibern benutzt.
Eine ebenfalls Dionysius zugeschriebene Chronik wurde schon im 8. Jahrhundert von einem anonymen syrischen Mönch verfasst.